# Pílula suicida

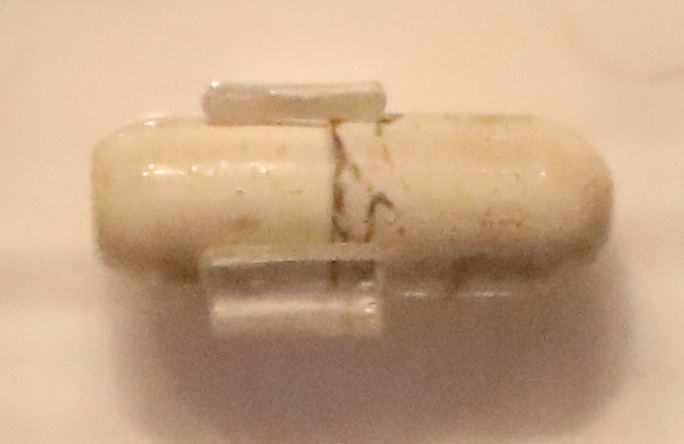
Pílula suicida da Executiva de Operações Especiais

Uma pílula suicida ou pílula de suicídio (também conhecida como pílula de cianeto, cápsula de cianeto ou L-pill, abreviação de lethal pill) é uma pílula, cápsula, ampola ou comprimido que contém uma substância fatalmente venenosa que uma pessoa ingere deliberadamente para alcançar a morte rapidamente por meio de suicídio. Organizações militares e de espionagem forneceram a seus agentes, em risco de serem capturados pelo inimigo, pílulas e dispositivos suicidas que podem ser usados para evitar uma morte iminente e muito mais desagradável (como através de tortura) ou para garantir que não possam ser interrogados e forçados a revelar informações secretas. Como resultado, as pílulas letais têm um valor psicológico importante para as pessoas que realizam missões com alto risco de captura e interrogatório.
O termo "pílula de veneno" (ou pílula venenosa, em inglês: poison pill) também é usado coloquialmente para se referir a uma política ou ação legal estabelecida por uma instituição que tem consequências fatais ou altamente desagradáveis para essa instituição caso um determinado evento ocorra.

## História

### Descrição
Durante a Segunda Guerra Mundial, os serviços secretos britânicos e americanos desenvolveram a "L-pill" (letal phil; pílula letal ou pílula L em português), que era entregue a agentes que atuavam atrás das linhas inimigas. Era uma cápsula oval, aproximadamente do tamanho de uma ervilha, composta por uma ampola de vidro de paredes finas coberta por uma borracha marrom para proteger contra quebras acidentais e preenchida com uma solução concentrada de cianeto de potássio.[carece de fontes?] Para utilizá-la, o agente mordia a pílula, esmagando a ampola e liberando o veneno de ação rápida. A frequência cardíaca parava rapidamente e e a morte cerebral acontecia em poucos minutos.[carece de fontes?]
Após a guerra, a pílula foi oferecida a pilotos do avião de reconhecimento U-2, que estavam em perigo de serem abatidos e capturados enquanto voavam sobre o Leste Europeu, mas a maioria dos pilotos se recusou a levá-la consigo.
A CIA começou a fazer experiências com saxitoxina, uma neurotoxina extremamente potente, durante a década de 1950 como um substituto da pílula. De acordo com o diretor da CIA, William Colby, uma pequena agulha com saxitoxina escondida dentro de uma moeda de prata falsa foi entregue a Francis Gary Powers, um piloto americano do U-2 que foi abatido enquanto sobrevoava a URSS em maio de 1960.
De acordo com a ex-chefe de disfarces da CIA, Jonna Mendez, a CIA escondia pílulas de veneno em vários itens, incluindo tampas de canetas e armações de óculos. Os agentes mordiam esses itens, e o veneno oculto era liberado.

### Exemplos

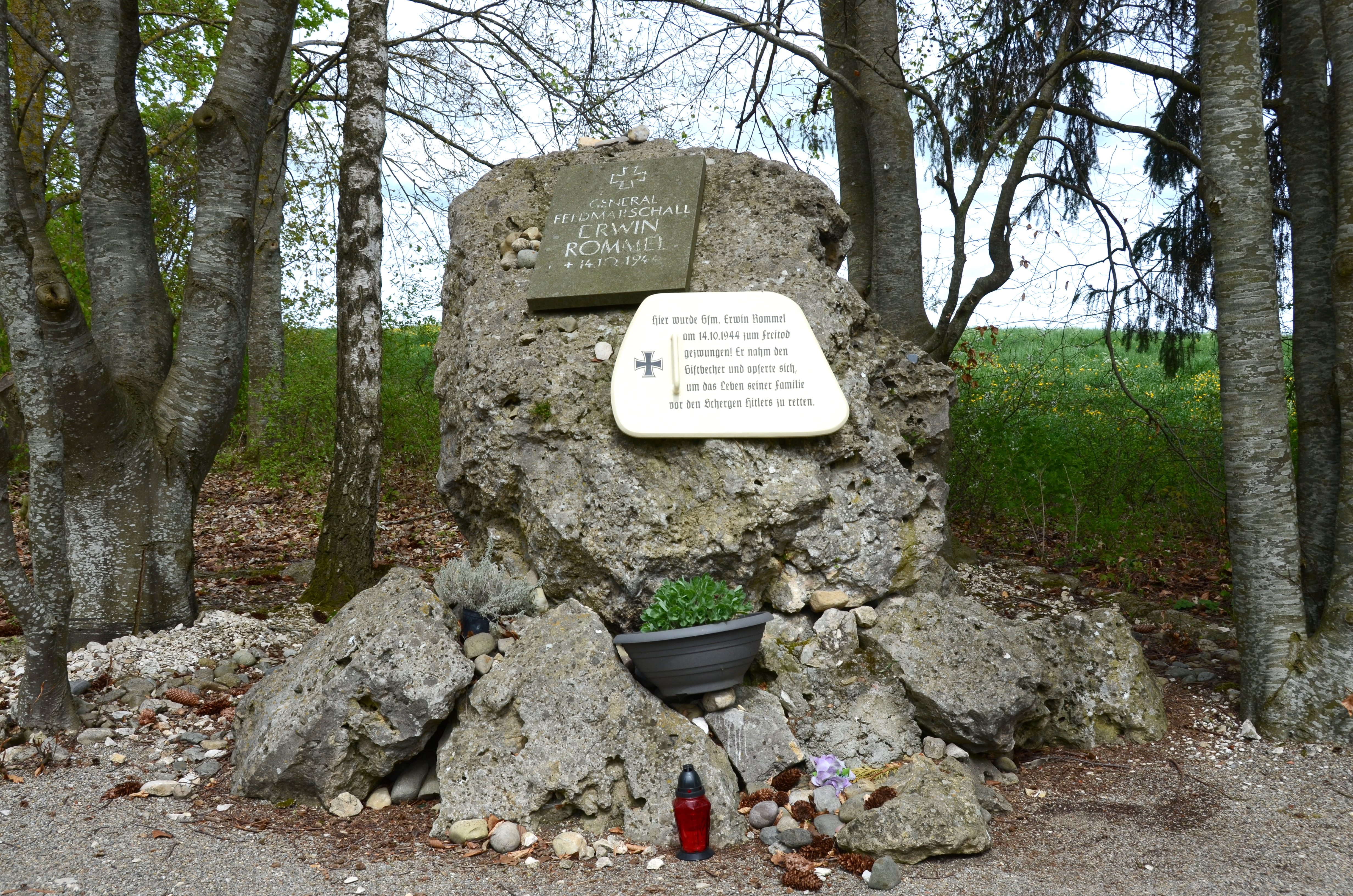
Memorial Erwin Rommel, local de seu suicídio com uma pílula de cianeto, Herrlingen

- Os agentes da Executiva de Operações Especiais que ajudavam a resistência cretense geralmente carregavam pílulas suicidas de borracha cinza, conhecidas como “pastilhas para tosse”. Os agentes normalmente as tinham costuradas nos cantos das golas das camisas, para que pudessem mordê-las, se necessário.[6] De acordo com Sandy Rendel, um desses agentes, as pílulas continham cianeto e matariam em "alguns minutos" se chupadas e "muito dolorosamente" três a quatro horas depois se engolidas.[7]
- Um dos objetivos da Batalha de Dieppe, em agosto de 1942, era descobrir a importância e a capacidade de desempenho de uma estação de radar alemã situada no topo de um penhasco a leste da cidade francesa de Pourville. Para isso, o sargento de voo da RAF Jack Nissenthall, especialista em radar, foi destacado para o Regimento South Saskatchewan.  Ele deveria tentar entrar na estação de radar e descobrir seus segredos, acompanhado por uma pequena unidade de 11 homens do regimento como guarda-costas. Nissenthall se ofereceu para a missão totalmente ciente de que, devido à natureza altamente sensível de seu conhecimento sobre a tecnologia de radar dos Aliados, sua unidade de guarda-costas tinha ordens de matá-lo, se necessário, para evitar que fosse capturado. Ele também carregava uma pílula de cianeto como último recurso.[8]
- O marechal de campo alemão Erwin Rommel foi forçado a cometer suicídio com uma pílula de cianeto após sua implicação no atentado de 20 de julho de 1944 contra Hitler.
- Ao final da Segunda Guerra Mundial, a esposa de Hitler, Eva Braun, e vários líderes nazistas, como Heinrich Himmler e Philipp Bouhler, cometeram suicídio utilizando pílulas letais que continham uma solução de sais de cianeto.
- Em 22 de junho de 1977, Aleksandr Ogorodnik, um agente da CIA trabalhando na URSS, foi capturado pelo KGB. Ele ofereceu-se para escrever sua confissão, mas disse que só o faria com sua caneta, para que pudesse morder a tampa, que tinha uma ampola de veneno letal ocultada dentro. De acordo com o agente russo que o interrogava, ele estava morto antes de cair no chão.[9][10]
- Em 1985, o assassino em série Leonard Lake cometeu suicídio utilizando pílulas de cianeto costuradas em suas roupas, após ser preso por posse de um silenciador e uma arma curta não registrada, sabendo que uma investigação mais aprofundada sobre sua vida revelaria seus crimes mais graves.
- Em 1987, dois agentes norte-coreanos morderam ampolas escondidas em filtros de cigarros após serem detidos no Bahrein como suspeitos de um atentado a um avião. Um dos agentes morreu.[11]
- Durante a Guerra Civil do Sri Lanka, entre 1987 e 2009, os homens-bomba suicidas dos Tigres Tâmeis usavam um colar de cianeto de potássio. Se fossem capturados pelo Exército do Sri Lanka, eles mordiam o comprimido na extremidade do colar. Além dos homens-bomba, desde 1976, quase todos os Tigres Tâmeis usavam pílulas suicidas. Esta é a utilização mais moderna e em larga escala do cianeto de potássio como ferramenta de suicídio.[12]

## Usos metafóricos
Na economia, uma pílula suicida é uma forma de arbitragem de risco usada por corporações para se autodestruir durante tentativas de aquisição hostil. Como uma versão extrema da defesa da "pílula de veneno" — um tipo de tática defensiva usada pelo conselho de administração de uma corporação contra uma aquisição —, esta disposição debilitante refere-se a qualquer técnica utilizada por uma empresa-alvo na qual a proteção contra a aquisição poderia resultar em autodestruição.

## Viagem espacial
Uma lenda urbana sugere que os astronautas americanos poderiam carregar pílulas suicidas caso não pudessem retornar à Terra. É possível que esse mito tenha começado no filme Contact, em uma cena em que a personagem principal recebe pílulas suicidas caso não consiga retornar à Terra. Isso foi contestado pelo astronauta Jim Lovell, que coescreveu Lost Moon (mais tarde renomeado Apollo 13 ). No comentário do diretor do DVD, foi afirmado que, como os astronautas abandonados poderiam facilmente cometer suicídio simplesmente liberando o ar da espaçonave ou de seus trajes, tal pílula provavelmente não seria necessária.
O cosmonauta Aleksei Leonov afirmou que o programa espacial soviético lhe deu uma pílula suicida para usar se ele não conseguisse reentrar na Voskhod 2 após sua caminhada espacial em março de 1965.